# 交響曲第2番 (フルトヴェングラー)
交響曲第2番ホ短調（Sinfonie Nr.2 e-Moll）は、著名な指揮者であるヴィルヘルム・フルトヴェングラーが1944年から1945年にかけて作曲した交響曲。自作自演の録音が複数存在する。

## 作曲の経緯
1944年に作曲に着手し、第二次世界大戦ドイツ敗戦後の1945年10月18日に完成した。
初演は1948年2月22日、作曲者自身の指揮、主兵のベルリン・フィルハーモニー管弦楽団による。
日本初演は1984年4月24日に朝比奈隆指揮、大阪フィルハーモニー交響楽団により行われた。なお、朝比奈はフルトヴェングラーと直接面識がある。

## 楽器編成
フルート3、オーボエ2、イングリッシュホルン1、クラリネット3、ファゴット2、コントラファゴット1、ホルン4、トランペット3、トロンボーン3、チューバ1、ティンパニ、シンバル、大太鼓、タムタム、弦五部

## 楽曲構成
ブルックナーやワーグナーなど後期ロマン派の影響が強い作品であり、演奏には80分以上の時間を要するブルックナーに匹敵する規模をもつ作品である（フルトヴェングラーの作品には3つの交響曲やピアノ協奏曲のほか、ヴァイオリンソナタなどの室内楽曲があるが、それらすべてが1時間以上の長大な音楽である）。なお、この曲には改訂版がある。また、第1楽章第1主題の下降音形を循環主題として用いている。

### 第1楽章　Assai moderato
冒頭、クラリネットの音形に続いて弦楽で全曲を統括する下降する動機を奏する。次第にテンポを速めながら主部に突入する。リズム動機を効果的に用いた第1主題と、繊細で美しい第2主題からなる。

### 第2楽章　Andante semplice
木管群の美しい響きで始まり、ゆったりと流れる楽章。

### 第3楽章　Un poco moderato
ファゴットのソロで始まり、次第に厚みを増してゆき、頂点で金管が咆哮する、ブルックナー風の2拍子のスケルツォ。

### 第4楽章　Langsam - Allmählich Vorwärts - Allegro molto
長調で第1楽章冒頭の動機が木管に現れ、金管が応答して始まる。弦楽器に再び現れると次第に盛り上がりを見せ、頂点でファンファーレが響き、一瞬静まるも、すぐに主部に突入する。付点リズムが特徴的な主題に、第1楽章の下降音形が絡み、頂点でホルンに明るいメロディックな第2主題が現れる。長大な展開部につづき再現部が終わると、第1楽章の動機を主体とするコーダに入り、ホ長調に転じ、和音を3回打ち鳴らして終結する。

## 録音一覧

### 自作自演
以下はジョン・アードイン著・藤井留美訳「フルトヴェングラー　グレート・レコーディングズ」（2000年音楽之友社）に併録されているジョン・ハント編「CDディスコグラフィ」による。
- ベルリン・フィルハーモニー管弦楽団（第二楽章リハーサル断片）1948年2月、ベルリン、ティタニア・パラスト
- ハンブルク・フィルハーモニー管弦楽団1948年10月17～18日、ハンブルク
- ベルリン・フィルハーモニー管弦楽団1951年12月、ベルリン、イエス・キリスト教会
- ヘッセン放送交響楽団1952年12月15日、フランクフルト
- ウィーン・フィルハーモニー管弦楽団1953年2月22日、ウィーン、ムジークフェラインザール
- 南ドイツ放送交響楽団（シュトゥットガルト放送交響楽団）1954年3月30日、シュトゥットガルト（アードインは本書中で、この録音が最も出来が良いと述べている）

### その他
オイゲン・ヨッフム、ダニエル・バレンボイム、朝比奈隆等の録音がある。